# McCulloch Stadion
A Charles McCulloch Stadion a Willamette Egyetem 2500 fő befogadóképességű amerikaifutball- és atlétikalétesítménye az Amerikai Egyesült Államok Oregon államának Salem városában. Az 1950-ben épült stadion a Bush’s Pasture Parkban található.

## Története
Charles E. McCulloch, az egyetem igazgatótanácsának elnöke 1947 júniusában ötvenezer dollárt adományozott az iskolának egy négyhektáros sportkomplexum kialakítására. A létesítmény tervezett befogadóképessége 3500 fő volt, emellett baseballpályát is kialakítottak volna. Az építkezés 1950 márciusában kezdődött, az átadást a szezon elejére tervezték. Bejelentették, hogy a stadion hétezer férőhelyes lesz és McCulloch nevét fogja viselni.
A névadó ünnepséget 1950. október 14-én tartották G. Herbert Smith rektor és Douglas McKay kormányzó részvételével. Az eseményen megemlékeztek a Pearl Harbor elleni japán támadás idején Hawaiin ragadt amerikaifutball-csapatról is. A New York Giants 1958. július 31-ei szezonnyitó mérkőzését a stadionban játszotta. 1970-ben a futópálya felületét aszfalt- és gumiburkolatúra cserélték, amit az 1980-as években felújítottak.
A stadiont 1993-ban átalakították; azóta a pálya Ted Ogdahl edző, az öltözők pedig Jeff Knox nevét viselik. 1997 októberében a Linfield Főiskola elleni mérkőzésen Liz Heaston lett az első főiskolai amerikaifutball-játékosnő.
2000-ben a futópálya felületét háromszázezer dollár értékben rekortánburkolatra cserélték; ekkor kiderült, hogy a korábbi pálya a szabványosnál hat méterrel hosszabb volt. 2003-ban félmillió dollár értékben a gyepet műfűre cserélték. Ugyanezen évben 110 ezer dollárért cserélték a világítást, 2007-ben pedig videós eredményjelzőt telepítettek.

## Sportágak
A stadionban amerikaifutball-, labdarúgó- és atlétikamérkőzéseket tartanak. Az ülőhelyek mindegyike a nyugati oldalon található fedett lelátón van, emellett itt találhatók a sajtópáholy, az irodák és az öltözők is.
A létesítmény része a nyolcsávos Charles Bowles Atlétikapálya, emellett középiskolai amerikaifutball-mérkőzéseket is játszanak itt.

## Fordítás
- Ez a szócikk részben vagy egészben  a   McCulloch Stadium című angol Wikipédia-szócikk ezen változatának fordításán alapul.  Az eredeti cikk szerkesztőit annak laptörténete sorolja fel. Ez a jelzés csupán a megfogalmazás eredetét és a szerzői jogokat jelzi, nem szolgál a cikkben szereplő információk forrásmegjelöléseként.